# I'll Go Crazy If I Don't Go Crazy Tonight
Singles de U2
Magnificent
(2009) Ordinary Love
(2013)
Pistes de No Line on the Horizon
Unknown Caller
(4) Get on Your Boots
(6)
I'll Go Crazy If I Don't Go Crazy Tonight est une chanson du groupe de rock U2, 3e single extrait de leur 12e album studio No Line on the Horizon.

## Historique
Le groupe collabore avec will.i.am pour la composition de la chanson. Ce dernier n'est crédité que comme « producteur additionnel ».
La chanson est d'abord développée par Brian Eno sous le titre "Diorama", durant une pause des sessions d'enregistrement. Le groupe la retravaille sous le titre "Crazy Tonight", avant qu'elle ne soit renommée "I'll Go Crazy If I Don't Go Crazy Tonight",.
Certaines des paroles sont influencées par la campagne présidentielle de Barack Obama de 2008. Bono raconte au magazine Q que les paroles sont « comme un slogan sur un t-shirt » et ajoute que la chanson est l'équivalent de Beautiful Day pour l'album No Line on the Horizon.

## Clips
La chanson connait deux clips différents. Le premier est présenté le 17 juillet 2009 sur la chaine YouTube du groupe. C'est un film d'animation réalisé par David O'Reilly et désigné par Jon Klassen. C'est le premier clip de U2 fait en images animées depuis celui de "Hold Me, Thrill Me, Kiss Me, Kill Me" en 1995 et l'un des rares où le groupe n'apparait pas.
Le second clip est mis en scène par le Français Alexandre Courtès, qui a notamment réalisé les deux clips précédents du groupe : "Get on Your Boots" et "Magnificent". Contrairement au premier clip qui utilisait la version album du titre, le clip d'Alexandre Courtès reprend la version single. Les images proviennent d'un concert enregistré au Camp Nou de Barcelone le 2 juillet 2009 lors du U2 360° Tour.

## Liste des titres
Les paroles sont écrites par Bono, la musique est composée par U2, excepté "Magnificent" (musique de Brian Eno et Danny Lanois, paroles de The Edge et Bono).

### Sorties promotionnelles
| 1. | I'll Go Crazy If I Don't Go Crazy Tonight (version radio)  | Cenzo Townshend | 3:50 |
| 2. | I'll Go Crazy If I Don't Go Crazy Tonight (version single) | Cenzo Townshend | 4:14 |

| 1. | I'll Go Crazy If I Don't Go Crazy Tonight (Dirty South Full Mix)  | Dirty South | 7:10 |
| 2. | I'll Go Crazy If I Don't Go Crazy Tonight (Dirty South Radio Mix) | Dirty South | 4:26 |

### Sorties commerciales
| 1. | I'll Go Crazy If I Don't Go Crazy Tonight (version single)          | Cenzo Townshend | 4:14 |
| 2. | I'll Go Crazy If I Don't Go Crazy Tonight (Dirty South Radio Remix) | Dirty South     | 4:27 |

| 1. | I'll Go Crazy If I Don't Go Crazy Tonight (version single)                              | Cenzo Townshend           | 4:13 |
| 2. | I'll Go Crazy If I Don't Go Crazy Tonight (Fish Out of Water Remix)                     | Declan Gaffney, Matt Paul | 4:37 |
| 3. | I'll Go Crazy If I Don't Go Crazy Tonight (Dirty South Full Mix)                        | Dirty South               | 7:10 |
| 4. | I'll Go Crazy If I Don't Go Crazy Tonight (Redanka's 'Kick the Darkness' Vocal Version) | Andy Holt                 | 7:30 |
| 5. | I'll Go Crazy If I Don't Go Crazy Tonight (Redanka's 'Sparks of Light' Dub Version)     | Andy Holt                 | 7:28 |

| 1. | I'll Go Crazy If I Don't Go Crazy Tonight (version single)                                     | Cenzo Townshend           | 4:14 |
| 2. | I'll Go Crazy If I Don't Go Crazy Tonight (Fish Out of Water Mix)                              | Declan Gaffney, Matt Paul | 4:37 |
| 3. | I'll Go Crazy If I Don't Go Crazy Tonight (Dirty South Full Mix)                               | Dirty South               | 7:10 |
| 4. | I'll Go Crazy If I Don't Go Crazy Tonight (Redanka's 'Kick the Darkness' Vocal Version)        | Andy Holt                 | 7:30 |
| 5. | I'll Go Crazy If I Don't Go Crazy Tonight (Redanka's 'Sparks of Light' Dub Version)            | Andy Holt                 | 7:28 |
| 6. | I'll Go Crazy If I Don't Go Crazy Tonight (Redanka's 'Kick the Darkness' Instrumental Version) | Andy Holt                 | 7:28 |
| 7. | I'll Go Crazy If I Don't Go Crazy Tonight (Clip – réalisé par David O'Reilly)                  |                           | 4:15 |
| 8. | I'll Go Crazy If I Don't Go Crazy Tonight (Clip – Réalisé par Alex Courtes)                    |                           | 3:50 |

| 1. | I'll Go Crazy If I Don't Go Crazy Tonight (version single) | Cenzo Townshend | 4:14 |
| 2. | Magnificent (Live au Somerville Theatre de Boston)         | Declan Gaffney  | 5:08 |

### Sorties digitales
| 1. | I'll Go Crazy If I Don't Go Crazy Tonight (Live au Somerville Theatre de Boston - mars 2009) | 4:26 |
| 2. | I'll Go Crazy If I Don't Go Crazy Tonight (Clip - Réalisé par Alexandre Courtès)             | 3:50 |
| 3. | I'll Go Crazy If I Don't Go Crazy Tonight (Clip - Réalisé par David O'Reilly)                | 4:24 |

| 1. | I'll Go Crazy If I Don't Go Crazy Tonight (version single)                          | Cenzo Townshend | 4:13 |
| 2. | I'll Go Crazy If I Don't Go Crazy Tonight (Dirty South Full Mix)                    | Dirty South     | 7:10 |
| 3. | I'll Go Crazy If I Don't Go Crazy Tonight (Redanka's 'Sparks of Light' Dub Version) | Andy Holt       | 7:28 |

| 1. | I'll Go Crazy If I Don't Go Crazy Tonight (version single)                                      | Cenzo Townshend           | 4:13 |
| 2. | I'll Go Crazy If I Don't Go Crazy Tonight (Fish Out of Water Mix)                               | Declan Gaffney, Matt Paul | 4:37 |
| 3. | I'll Go Crazy If I Don't Go Crazy Tonight (Dirty South Full Mix)                                | Dirty South               | 7:10 |
| 4. | I'll Go Crazy If I Don't Go Crazy Tonight (Redanka's 'Kick the Darkness' Vocal Version)         | Andy Holt                 | 7:30 |
| 5. | I'll Go Crazy If I Don't Go Crazy Tonight (Redanka's 'Sparks of Light' Dub Version)             | Andy Holt                 | 7:28 |
| 6. | I'll Go Crazy If I Don't Go Crazy Tonight (Redanka's 'Kick the Darkness' version instrumentale) | Andy Holt                 | 7:28 |
| 7. | I'll Go Crazy If I Don't Go Crazy Tonight (Clip - Réalisé par David O'Reilly)                   |                           | 4:15 |
| 8. | I'll Go Crazy If I Don't Go Crazy Tonight (Clip - Réalisé par Alexandre Courtès)                |                           | 3:50 |
| 9. | Digital booklet                                                                                 |                           |      |

## Sortie
| Date             | Type                |
| ---------------- | ------------------- |
| 17 août 2009     | Amazon.com MP3      |
| 25 août 2009,    | EP (téléchargement) |
| 7 septembre 2009 | CD                  |

## Crédits
- U2 – musique[20]
- Bono – paroles, chant
- Steve Lillywhite – producteur, mixage
- will.i.am – production additionnelle, claviers
- CJ Eiriksson – ingénieur du son, mixage
- Tom Hough – ingénieur assistant
- Declan Gaffney – mixage additionnel
- Dave Emery – assistant au mixage
- Caroline Dale – violoncelle
- Cathy Thompson – violon
- Terry Lawless – claviers

## Classements
| Classement / pays (2009)                                       | Meilleure position |
| -------------------------------------------------------------- | ------------------ |
| Irlande - Irish Singles Chart                                  | 7                  |
| Autriche - Ö3 Austria Top 40                                   | 34                 |
| Belgique (Région flamande) - Ultratop 50                       | 18                 |
| Belgique (Région wallonne et Bruxelles-Capitale) - Ultratop 40 | 18                 |
| Canada - Canadian Hot 100                                      | 72                 |
| Canada - Canadian Singles Chart                                | 5                  |
| Pays-Bas - Dutch Tipparade                                     | 4                  |

| Classement / pays (2009)                              | Meilleure position |
| ----------------------------------------------------- | ------------------ |
| Pays-Bas - MegaCharts                                 | 14                 |
| France - SNEP                                         | 21                 |
| Espagne - Promusicae                                  | 32                 |
| Suède - Sverigetopplistan                             | 47                 |
| Suisse - SwissCharts                                  | 49                 |
| Royaume-Uni - UK Singles Chart                        | 32                 |
| États-Unis - Billboard Adult album alternative Tracks | 8                  |